# 賢和帝姫
賢和帝姫（けんわていき）は、北宋の神宗の九女。

## 経歴
美人武氏（後の恵穆貴妃）の娘として元豊8年（1085年）に生まれた。趙佖の同母妹である。
生まれた年の4月、兄の哲宗により嘉国長公主に封ぜられた。4歳のとき絵画に優秀な能力を示し、神童と呼ばれた。しかし元祐5年（1090年）に夭折し、蔡国長公主の位を追贈された。元符3年（1100年）、弟の徽宗により兗国長公主の位を再追贈された。政和4年（1114年）12月、賢和長帝姫の位を再追贈された。

## 伝記資料
- 『宋史』
- 『宋会要輯稿』
- 『玉台画史』